# Општина Кушница
Општина Кушница (грч. Δήμος Παγγαιου, Димос Пангеу) је општина у Грчкој у округу Кавала, периферија Источна Македонија и Тракија. Административни центар је град Правишта. Општина обухвата насеља на јужним обронцима планине Кушница, по којој је добила назив.

## Насељена места
Општина Кушница је формирана 1. јануара 2011. године спајањем 5 некадашњих административних јединица: Елефтерес, Кушница, Орфан, Пијерес и Правишта.
- Општинска јединица Елефтерес: Нови Перамос, Аповатра, Елефтерес, Кучкар, Миртофито, Нова Ираклица, Паралија Елеохориу, Паралија Миртофиту, Пиргос, Свети Андреј, Свети Атанасије, Света Марина, Фолија.
- Општинска јединица Кушница: Никишјан, Георгијани, Палеохори.
- Општинска јединица Орфан: Галипсос, Акропотамос, Вриси, Елефтереска Бања, Каријани, Кокинохори, Мегас Александрос, Орфан, Офринио, Паралија Офриниу, Подгорјани.
- Општинска јединица Пијерес: Мустени, Авли, Каравангелис, Мелиса, Мелисокомио, Месија, Месоропи, Пиргохори, Платанотопос, Самоков, Сидирохори.
- Општинска јединица Правишта: Правишта, Дранич, Дреново, Ексохи, Кинали, Кипија, Панагија, Пренчово, Хрисокастро, Хортокопи.